# Ricardo Alarcón de Quesada
Ricardo Alarcón de Quesada (Havana, 21 de maio de 1937 – Havana, 1 de maio de 2022) foi um político cubano. Tem um doutoramento em  Filosofia e Letras e é escritor. Foi ministro de relações exteriores de Cuba entre 1992 e 1993. Foi presidente da Assembleia Nacional do Poder Popular de Cuba (ANPP), o órgão legislativo do país, de 1993 a 2013. Foi membro da Mesa Política do Partido Comunista de Cuba de 1980 até sua desfiliação, em julho de 2013.

## Biografia
Como Presidente da ANPP, desempenhou um papel importante na política cubana, tanto no plano nacional como internacional; representou Cuba em várias negociações com os Estados Unidos, nos acordos migratórios entre ambos os países.

## Morte
Morreu no dia 1 de maio de 2022, aos 85 anos de idade, em Havana.